# Hippolyte Le Roux
Pour les articles homonymes, voir Le Roux.
Hippolyte Le Roux (Paris, 11 janvier 1801 - Paris, 21 juin 1860) est un acteur et auteur dramatique français.

## Biographie
Acteur, il apparait dans Dom Juan ou le Festin de pierre au Théâtre-Français (1847) et dans La Vieillesse de Richelieu (Fronsac) d'Octave Feuillet et Pierre-François Bocage à la Comédie-Française en 1848.
Ses pièces ont été représentées sur les plus grandes scènes parisiennes du XIXe siècle : Théâtre des Folies-Dramatiques, Théâtre du Palais-Royal, Théâtre des Variétés, Théâtre du Vaudeville, etc.

## Œuvres
- Le Jaloux, comédie-vaudeville en 1 acte, 1827
- Une soirée à la mode, comédie-vaudeville en 1 acte, avec Antoine-François Varner et Jean-François-Alfred Bayard, 1827
- Les Mendiants, vaudeville en 3 tableaux, avec Henry Monnier, 1829
- Le Petit Tambour, tableau en un acte, 1829
- Le Vieux Pensionnaire, comédie-vaudeville en 1 acte, avec Bayard, 1829
- La Maîtresse, comédie-vaudeville en 2 actes, avec Alexis Decomberousse et Merville, 1829
- Les Artisans, ou le Lendemain de la noce, tableau-vaudeville, avec Eugène Lebas, 1831
- Le Coucher du soleil, comédie-vaudeville en 1 acte, avec Mélesville, 1833
- Le Soupçon, comédie-vaudeville en 1 acte, 1833
- Une fille à établir, comédie-vaudeville en 2 actes, avec Bayard, 1834
- La Famille de la future, comédie-vaudeville en un acte, 1835
- Trop Heureuse ou Un jeune ménage, comédie en un acte, avec Jacques-Arsène-François-Polycarpe Ancelot, 1837
- Mal noté dans le quartier, tableau populaire en 1 acte, avec Desvergers et Étienne Arago, 1837
- Une nuit d'attente, scène dramatique, mêlée de chants, avec Alexandre Pierre Joseph Doche, 1838
- Au croissant d'argent, comédie-vaudeville en deux actes, avec Ferdinand de Villeneuve, 1842
- La Dragonne, comédie en 2 actes, mêlée de chant, avec Dumanoir, 1842
- La Plaine de Grenelle, 1812, drame en 5 actes, avec Charles Desnoyer, 1842
- Le Grand-Palatin, comédie-vaudeville en 3 actes, avec Félix-Auguste Duvertet Augustin Théodore de Lauzanne de Vauroussel, 1842
- Les Petites Bonnes de Paris, 1844
- Péché et Pénitence, comédie-vaudeville en 2 actes, 1844
- Le Client, ou les Représailles, comédie-vaudeville en 1 acte, 1844
- Une chaise pour deux, vaudeville en 1 acte, 1847
- Les Blooméristes, ou la Réforme des jupons, vaudeville en un acte, avec Clairville, 1852
- La Chasse aux écriteaux, vaudeville en 3 actes et 1 prologue, avec Théodore Cogniard, 1856
- Le Bras d'Ernest, comédie-vaudeville en 1 acte, avec Eugène Labiche, 1857
- Sourd comme un pot !, comédie en 1 acte, mêlée de chant, 1860